# Ariel (satélite natural)
Ariel (air'-ee-əl, AFI: [ˈɛəriəl]) é um dos cinco satélites naturais (lua) do planeta Urano descoberto em 24 de outubro de 1851 por William Lassell. Ariel foi descoberto juntamente com uma outra lua de Urano, Umbriel.

## Nome
Ariel é o nome de um silfo (criatura mitológica) do poema "Rape of the Lock" de Alexandre Pope. Também é o nome do espírito que servia Próspero na peça teatral Tempestade de Shakespeare.
O nome "Ariel" e o nome de todos os quatro satélites de Urano foram sugeridos por John Herschell em 1852 quando consultado por Lassel.
Lassell já tinha anteriormente endossado o esquema que Herschel usou para batizar em 1847 as sete então conhecidas luas de Saturno.
Em 1848 quando Lassel descobriu a oitava lua de Saturno, ele a batizou com o nome Hipérion usando o mesmo esquema de Herschell.
O adjetivo relativo a "Ariel" é "Arieliano".
Ariel também é chamado de Urano I (Uranus I).

## Características físicas
As primeiras e ainda distantes observações de Ariel foram feitas pela sonda Voyager 2 durante seu voo ao redor de Urano em 1986. A Voyager 2 fez sua maior aproximação de Ariel em 24 de janeiro de 1986 e passou à 127 mil km da lua.  Devido ao fato de que somente o polo Sul de Ariel está virado para o Sol, somente o hemisfério sul pode ser fotografado (imageado).
Ariel é um satélite relativamente pequeno, mas, ainda sim tem como mérito ser a lua mais brilhante de Urano. Sua superfície é marcada por crateras e são encontrados também grandes vales em fendas que se estendem por toda superfície.
A composição de Ariel é de aproximadamente 70% de gelos (água congelada, dióxido de carbono em estado sólido, e possivelmente também gêlo de metano) e 30% de rochas compostas por silicatos. Alguns lugares de Ariel parecem estar cobertos por geada fresca, particularmente, em crateras  mais recentes. A mais velha e maior unidade geológica observada em Ariel pela Voyager 2 foi uma vasta área de planícies craterizada no polo sul do satélite. A análise das crateras vistas nas planícies craterizadas de Ariel sugere que a maioria delas são mais recentes do que aquelas vistas em Titânia, Oberon, e Umbriel.  A maior cratera observada em ariel é a cratera Yangoor, com somente 78 km de secção, e mostra sinais de deformação desde sua formação. A Voyager 2 também observou uma rede de falhas geológicas, canyons, e estruturas em gêlo distribuídas ao longo das latitudes no meio do hemisfério sul de Ariel, quebrando a região de superfícies craterizadas. Os canyons provavelmente representam "grabens" formados por falhas extensionais. Matéria lisa e sulcos são vistos em várias partes da rede de vales de Ariel, sugerindo que o fundo dos canyons esteve coberto por gelo morno  ejetado do interior de Ariel.
Acredita-se que no passado, as atividades geológicas de Ariel tem sido provocadas por "aquecimento de maré"  em um tempo quando sua órbita era mais excêntrica do que a atual. Nos primórdios de sua história, Ariel foi aparentemente capturado em uma ressonância orbital 4:1 com Titânia, de onde Ariel teria escapado. A ressonância teria aumentado a excentricidade orbital; resultando em fricção de maré devido às forças de maré a partir de Urano teriam causado o aquecimento no interior de Ariel. No sistema de satélites de Urano, devido à ausência de achatamento do planeta, a o tamanho relativamente grande de seu satélites, escapar a partir de um movimento em ressonância média é muito mais fácil do que para os satélites de Júpiter ou Saturno.
Nomes oficiais têm sido dados aos seguintes tipos de falhas geológicas em Ariel:
- Crateras de impacto
- Chasmatas
- Vales

## Curiosidades
- Em 26 de julho de 2006, o Hubble Space Telescope conseguiu capturar uma imagem de um raro trânsito de Ariel, quando o satélite passou por Urano. Durante o trânsito, o satélite projetou uma sombra que pode ser vistas sobre as nuvens de Urano. Tais eventos são raros e somente ocorrem por volta dos equinócios, quando o eixo de rotação do planeta está inclinado em 98° em relação ao plano orbital.